# Сдесловка
Сдесловка — деревня в Трубчевском районе Брянской области. Входит в состав Юровского сельского поселения.
Находится у северной окраины села Плюсково в 23 км к северу от Трубчевска.
| 2010 | 2013 |
| ---- | ---- |
| 32   | ↘23  |

## История
Устаревшими названиями деревни являются — Сдесловичи, Здесловка.
Когда-то в данной местности бывал один богатый помещик со своей семьей (по всем историческим справкам, скорее всего это было семейство Биркиных), увидев всю красоту природы, помещик с восторгом сказал «Да здесь ловко поселиться», что и положило в дальнейшем начало названию населенному пункту. Позднее именно здесь и поселилось семейство Биркиных, а затем появилось и само поселение деревни, которую прозвали Здесловка. В дальнейшем название деревни видоизменилось и деревня стала называться Сдесловка.
Впервые деревня упоминается в 1637 в составе Трубчевского уезда при описании его границ с Брянским уездом. Деревня является бывшим дворцовым владением. В XIX веке земли, на которых позднее сформировалась деревня, частично принадлежали семейству Кисловских, позднее на данной территории поселилось семейство Биркиных. Деревня также входила в приход села Плюсково.
К концу XIX века в деревне работало 10 частных маслобоек. С 1861—1924 гг. относилась к Юровской волости Трубчевского уезда, затем к Плюсковской волости Почепского уезда, а с 1929 к Трубчевскому району.